# Confiteor
Het Confiteor is de naam en het beginwoord van de schuldbelijdenis in de Katholieke liturgie. Het dient om voorafgaand aan de viering van de H. Mis de menselijke en eigen zondigheid te overwegen en met een nederig hart deel te nemen aan de eucharistie. 

## Tekst in degewone vormvan de Mis
In de eucharistieviering (gewone vorm) luidt de tekst van de schuldbelijdenis (Actus paenitentialis) als volgt:

## Tekst in debuitengewone vorm(Tridentijnse Mis)
In de Tridentijnse Mis, (buitengewone vorm), spreken de priester en de misdienaars hun schuldbelijdenis afzonderlijk uit tijdens de voetgebeden.

Voor de uitreiking van de H. Communie baden het volk en misdienaars nogmaals het Confiteor. In 1961 raakte dit zogenaamde Derde Confiteor vaak buiten gebruik door enige liturgische bepalingen van Johannes XXIII.